# Gabriel Maura Gamazo
Gabriel Maura Gamazo (Madrid, 25 de enero de 1879-Madrid, 29 de enero de 1963), i duque de Maura, fue un político e historiador español. Hijo del destacado político conservador Antonio Maura, a lo largo de su carrera llegaría a ejercer en varias ocasiones como diputado a Cortes y senador del Reino. En su faceta como historiador fue autor de numerosas obras.

## Biografía
Nacido el 25 de enero de 1879 en Madrid, era hijo de Antonio Maura y Montaner, político y presidente del Consejo de Ministros en varias ocasiones durante el reinado de Alfonso XIII. Contrajo matrimonio con la V condesa de la Mortera (Julia Herrera y Herrera) en 1903, con quien tendría cinco hijos: Gabriela, María del Carmen, Julia, María Victoria y Ramón. Después del fallecimiento de su padre en 1925, le sería concedido el título de i duque de Maura
Miembro del Partido Conservador, fue diputado a Cortes por el distrito de Calatayud, representante de España en la conferencia de paz de La Haya de 1907, en la conferencia naval de Londres de 1908 y senador vitalicio en 1919.
Líder maurista, ha sido adscrito a la tendencia liberal-conservadora del movimiento.
Maura, que tomó posesión como miembro de la Real Academia de la Historia en 1913, ingresó en la Real Academia Española el 18 de enero de 1920. Presidió la Real Federación Española de Fútbol desde abril de 1915 hasta su renuncia, en mayo de 1920. Fue el introductor de la palabra "futbol" sin tilde en la Real Academia Española, que la incorporó en 1922. También fue consejero del Banco Español de Crédito y de otras empresas.
Durante la dictadura de Primo de Rivera llegó a formar parte de la Asamblea Nacional Consultiva, si bien terminaría abandonándola y ejerciendo la oposición cuando advirtió que la Asamblea no iba a convertirse en Cortes. 
Fue ministro de Trabajo y Previsión entre el 18 de febrero y el 14 de abril de 1931 en el gabinete de Juan Bautista Aznar-Cabañas previo a la instauración de la Segunda República. Maura llegaría a calificar de «encerrona» la reunión que tuvo lugar el 18 de febrero en el Ministerio de Guerra y de la cual salió formado este gabinete. Durante aquellos meses, coincidiendo con la grave crisis política que atravesaba la monarquía de Alfonso XIII, junto a Francisco Cambó, César Silió y otras personalidades llegaría a fundar el llamado Partido del Centro Constitucional, de efímera vida.
En mayo de 1931, ya instaurada la Segunda República, formaría parte de la Junta ejecutiva del Círculo Monárquico Independiente. Gabriel Maura huyó de la zona republicana al inicio de la guerra civil. No regresaría a España hasta 1953. 
Falleció el 29 de enero de 1963 en su domicilio del número 7 de la madrileña calle de Miguel Ángel.

## Obras

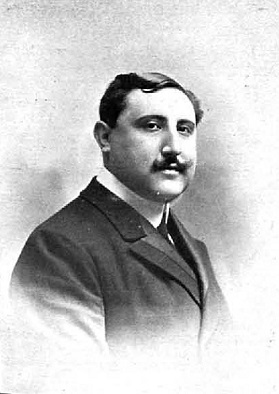
Gabriel Maura retratado por Kaulak.

- — (1911). Carlos II y su Corte. 2 vols. Madrid.[16]
- — (1915). Supersticiones de los siglos XVI y XVII y hechizos de Carlos II. Madrid.[17]
- — (1919 y 1925). Historia crítica del reinado de Alfonso XIII durante la minoridad bajo la regencia de su madre doña María Cristina de Austria. 2 vols. Barcelona.[18]
- — (1929). Al Servicio de la Historia. Bosquejo histórico de la dictadura; Tomo I, 1923-1926.[18]
- — (1930). Al Servicio de la Historia. Bosquejo histórico de la dictadura; Tomo II, 1926-1930.[18]
- — (1932). Dolor de España.[19]
- — (1934). Recuerdos de mi vida. Aguilar, Madrid.
- — (1943). María Luisa de Orleans.[20]
- — (1944). El príncipe que murió de amor.[21]
- — (1947). Por qué cayó Alfonso XIII. Madrid: Ediciones Ambos Mundos. (junto con Melchor Fernández Almagro).[22]
- — (1951). El tercer noviazgo de Carlos II.[23]
- — (1952). La crisis de Europa.[24]
- — (1957). Desestimiento español de la empresa imperial. Madrid: Espasa Calpe.[25]
- — (1957). El designio de Felipe II y el episodio de la armada invencible. Madrid: Javier Morata editor.[26]
- — (s. f.). Fantasías y realidades del viaje a Madrid de la Condesa d'Aulnoy. (junto con Agustín Gónzalez-Amezúa).